# ويزلي كروفورد
ويزلي كروفورد (بالإنجليزية: Wesley Crawford)‏ هو مهندس أمريكي، ولد في 1901، وتوفي في 9 يناير 1961.